# Apolipoproteína E
A apolipoproteína E (ApoE) é uma classe de apolipoproteínas presente nas quilomicra e nas proteínas de densidade intermédia (IDL), sendo fundamental para o normal catabolismo dos constituintes lipoproteicos ricos em triglicerídeos.